# Francisco de Melo da Gama de Araújo e Azevedo
Francisco de Melo da Gama de Araújo de Azevedo (Ribeira, Ponte de Lima, 16 de Maio de 1773 - Ribeira, Ponte de Lima, 17 de Janeiro de 1859), foi marechal de campo do exército português, e governador de Diu, antigo território colonial português na Índia, de 21 de Março de 1821 a Janeiro de 1840.

## Biografia
Francisco de Melo da Gama de Araújo de Azevedo nasceu e faleceu na Quinta da Garrida, Freguesia de São João da Ribeira , Ponte de Lima.
Foi oficial de infantaria, e prestou serviço:
- Regimento de infantaria 6 de Viana do Castelo;
- 1º Regimento de Linha do Rio de Janeiro;
- Regimento de Linha de Santa Catarina;
- 1º Regimento de Linha de Goa;
- Comandante do Batalhão do Príncipe Regente em Macau.
Reformou-se em Janeiro de 1840 no posto de marechal de campo.
Foi agraciado por D. Maria II como fidalgo da casa real.

## Variações do Nome
- Francisco da Silva e Melo da Gama Araújo
- Francisco de Melo da Gama e Araújo
- Variações de "Melo", "Mello", "Meló" e "Melô";
- Existem ainda múltiplas variações nos artigos "e"; "de" e "da"